# Духовно-нравственное воспитание (журнал)
«Духовно-нравственное воспитание» — научно-просветительский журнал, издаваемый с сентября 2001 года. Периодичность: 6 номеров в год.
В 2017 года включён в обновленный «Перечень рецензируемых научных изданий, в которых должны быть опубликованы основные научные результаты диссертаций на соискание ученой степени кандидата наук, на соискание ученой степени доктора наук». Журнал включён в российские и международные базы данных: Российский индекс научного цитирования (РИНЦ).